# Btrfs
BTRFS (B-tree FS) es un sistema de archivos copy-on-write (COW) anunciado por Oracle Corporation para GNU/Linux.
Su objetivo es sustituir al actual sistema de archivos ext4, eliminando el mayor número de sus limitaciones, en especial con el tamaño máximo de los ficheros; además de la adopción de nuevas tecnologías no soportadas por ext3. Se afirma también que se "centrará en la tolerancia a fallos, reparación y fácil administración". Ya que este puede realizar instantáneas del sistema para revertir cambios en caso de fallos.
En febrero de 2009, Btrfs fue desarrollado intensivamente y solo estuvo disponible para ser evaluado. Btrfs v0.19 fue publicado en junio de 2009, como software libre bajo licencia GPL. Inicialmente, estaba previsto publicar Btrfs v1.0 (con el formato de disco finalizado) hacia finales de 2008 pero, tras sobrepasarse esa fecha, no se ha vuelto a dar una fecha para la versión definitiva.
Theodore Ts'o, desarrollador de los sistemas ext3 y ext4, dice que Btrfs "tiene algunas de las ideas de diseño de Reiser4"[cita requerida] y que "el sistema de archivos tiene soporte para algunas características avanzadas que están diseñadas para incorporarse en ZFS".[cita requerida] En la versión 2.6.29 del núcleo Linux se añadió soporte experimental para este sistema de archivos.
Synology lo ha incluido en su DSM 6.

## Historia
La Estructura de núcleo de datos de BTRFS -copiar al escribir árboles-B- propuesto originalmento por el investigador de IBM Ohad Rodeh en una presentación en el USENIX de 2007.

## Estabilidad
En estos momentos Btrfs se considera estable, y no se espera que esto cambie a menos que existan fuertes razones para hacerlo. De todos modos, de haber un cambio en el formato, los sistemas de archivos formateados antes de este continuarán siendo montables y usables con nuevas versiones del kernel. El código fuente de Btrfs está bajo constante desarrollo. Se han hecho todos los esfuerzos por mantenerlo estable y rápido. Debido a la velocidad de desarrollo, el estado del sistema de archivos mejora considerablemente con cada nueva versión de Linux, así que es recomendado correr el kernel más moderno que sea posible.
Para pruebas de rendimiento se recomienda también: hacerlo bajo la versión estable de Linux más reciente, de ser posible sobre la última versión en desarrollo y con diferentes opciones de configuración. Por ejemplo: distintas opciones de compresión.

## Características
Btrfs está siendo desarrollado intensivamente y muchas de las características finales, como por ejemplo detectar si un volumen está lleno, no han sido incorporadas a la versión de pruebas. Las características finales presentadas son:
- Empaquetado eficiente en espacio de archivos pequeños y directorios indexados
- Asignación dinámica de inodos (no se fija un número máximo de archivos al crear el sistema de archivos)
- Snapshots escribibles y snapshots de snapshots
- Subvolúmenes (raíces del sistema de archivos internas separadas)
- Mirroring y Striping a nivel de objeto
- Comprobación de datos y metadatos (alta seguridad de integridad)
- Compresión
- Copy-on-write del registro de todos los datos y metadatos
- Gran integración con device-mapper para soportar múltiples dispositivos, con varios algoritmos de RAID incluidos
- Comprobación del sistema de archivos sin desmontar y comprobación muy rápida del sistema de archivos desmontado
- Copias de seguridad incrementales eficaces y mirroring del sistema de archivos
- Actualización desde ext3 a Btrfs, y reconversión a ext3 al momento de la actualización
- Modo optimizado para SSD (activado a través de una opción de montaje)
- Desfragmentación sin desmontar

## Características recientes
En la versión 3.14 del kernel Linux, se añade:
- Exportar información del sistema de archivos a través de sysfs: características y perfiles de asignación
- Mejora opcional en el formato de discos incompatibles con el objetivo de acelerar el sistema
- Añadida la opción para el emparejamiento de opciones de montaje
- Bastantes pequeñas optimizaciones de rendimiento